# الساندرو لامبروگی
الساندرو لامبروگی (انگلیسی: Alessandro Lambrughi؛ زادهٔ ۱۹ مهٔ ۱۹۸۷) بازیکن فوتبال اهل ایتالیا است.
از باشگاه‌هایی که در آن بازی کرده‌است می‌توان به باشگاه فوتبال آ.ث. میلان، باشگاه فوتبال لیورنو، و باشگاه فوتبال نووارا اشاره کرد.